# Xã Herzog, Quận Ellis, Kansas
Xã Herzog (tiếng Anh: Herzog Township) là một xã thuộc quận Ellis, tiểu bang Kansas, Hoa Kỳ. Năm 2010, dân số của xã này là 894 người.